# Phymata pennsylvanica
Phymata pennsylvanica är en insektsart som beskrevs av Anton Handlirsch 1897. Phymata pennsylvanica ingår i släktet Phymata och familjen rovskinnbaggar. Inga underarter finns listade i Catalogue of Life.